# Gabriella Giorgelli
Gabriella Giorgelli, född 29 juli 1941 i Carrara, är en italiensk skådespelare. Hon medverkade i över 70 filmer mellan åren 1960–1999.

## Filmografi i urval
- 1960 – Vägen tillbaka
- 1963 – I compagni
- 1986 – Kärlekens pris